# Tuna
Tuna ili tunj (latinski: Thunnus) rod je riba koji pripada porodici skušovki (Scombridae). Duljina tune iznosi preko četiri metra, vrsni su plivači i grabežljivci koji se hrane drugom ribom. Toplokrvna je riba i jedina je takva u svijetu. 
Rod se sastoji od osam vrsta.

## Vrste
1. Thunnus alalunga (Bonnaterre, 1788.), albakora ili dugoperajna tuna, tunj dugokrilac
2. Thunnus albacares (Bonnaterre, 1788.),  žutoperajna tuna
3. Thunnus atlanticus (Lesson, 1831.), crnoperajna tuna
4. Thunnus maccoyii (Castelnau, 1872.), južna plavoperajna tuna
5. Thunnus obesus (Lowe, 1839.), velikooka tuna
6. Thunnus orientalis (Temminck & Schlegel, 1844.), pacifička plavoperajna tuna
7. Thunnus thynnus (Linnaeus, 1758.), atlantska plavoperajna tuna
8. Thunnus tonggol (Bleeker, 1851.), dugorepa tuna

## Opis
Tuna je tipična riba otvorenih mora, premda ponekad dolazi u pliće predjele. Izuzetno je dobar plivač i jedna je od najbržih koštunjača te dostiže brzine od 70 km/h. 
Njeno je tijelo krupno, snažno, vretenastog oblika te vrlo hidrodinamično. Njuška je šiljasta, repna peraja duboko urezana pa ima izgled polumjeseca, a u repnom dijelu ima dodatne male perajice za stabilnost. Prsne i trbušne te prva leđna peraja se mogu uvući u mala udubljenja na koži tako da ne strše izvan površine tijela, čime ono postaje još hidrodinamičnije. Njene velike plove se najčešće zadržavaju ispod površine, ali zalaze i do 1000 m dubine. 
Tune se hrane manjim ribama i glavonošcima. Brzim plivanjem mogu prevaliti vrlo velike udaljenosti pa je poznato da putuju po 10 000 km. Mrijeste se u toplim morima, također u velikim skupinama, pri čemu mnogo mužjaka i ženki istovremeno ispušta ikru i mliječ.
Rasprostranjena je u svim morima, osim polarnih.
- Thunnus alalunga
- Thunnus albacares
- Thunnus atlanticus
- Thunnus maccoyii
- Thunnus obesus
- Thunnus orientalis
- Thunnus thynnus
- Thunnus tonggol

## Vanjske poveznice
|  | Zajednički poslužitelj ima još gradiva o temi Thunnus |
|  | Wikivrste imaju podatke o taksonu Thunnus             |